# Лань Юй
Лань Юй (кит.: 于藍; 3 червня 1921, Фентянь, Республіка Китай — 28 червня 2020) — китайська акторка.

## Вибіркова фільмографія
- Червоний прапор (1951)
- Лавка пана Ліня (1959)